# CQFD, Alambic et Torpédo
CQFD, Alambic et Torpédo (Q.E.D.) est une série télévisée américaine en six épisodes de 60 minutes, créée par John Hawkesworth et diffusée entre le 23 mars et le 27 avril 1982 sur le réseau CBS.
En France, la série a été diffusée à partir du 2 octobre 1983 sur TF1, et au Québec à partir du 21 décembre 1985 à Radio-Québec.

## Synopsis
Cette série raconte les aventures du Professeur Quentin Everett Deverill, un américain, génial inventeur et redresseur de torts dans l'Angleterre Édouardienne. Il est aidé d'un journaliste, Charlie Andrews, d'un chauffeur débrouillard et d'une jeune femme secrètement amoureuse de lui, Jenny. Son principal ennemi est le Docteur Kilkiss, qui a juré de conquérir le monde.

## Distribution
- Sam Waterston : Professeur Quentin E. Deverill
- George Innes (en) : Phipps
- A.C. Weary : Charlie Andrews
- Julian Glover : Dr Stefan Kilkiss
- Caroline Langrishe : Jenny Martin

## Épisodes
1. Objectif Londres (Target: London)
2. La Grande course automobile (The Great Motor Race)
3. La Machine infernale (Infernal Device)
4. Le Train de 4 h 10 pour Zurich (The 4:10 to Zurich)
5. Le Fantôme assassin (To Catch a Ghost)
6. La Filière (The Limehouse Connection)